# Soft law

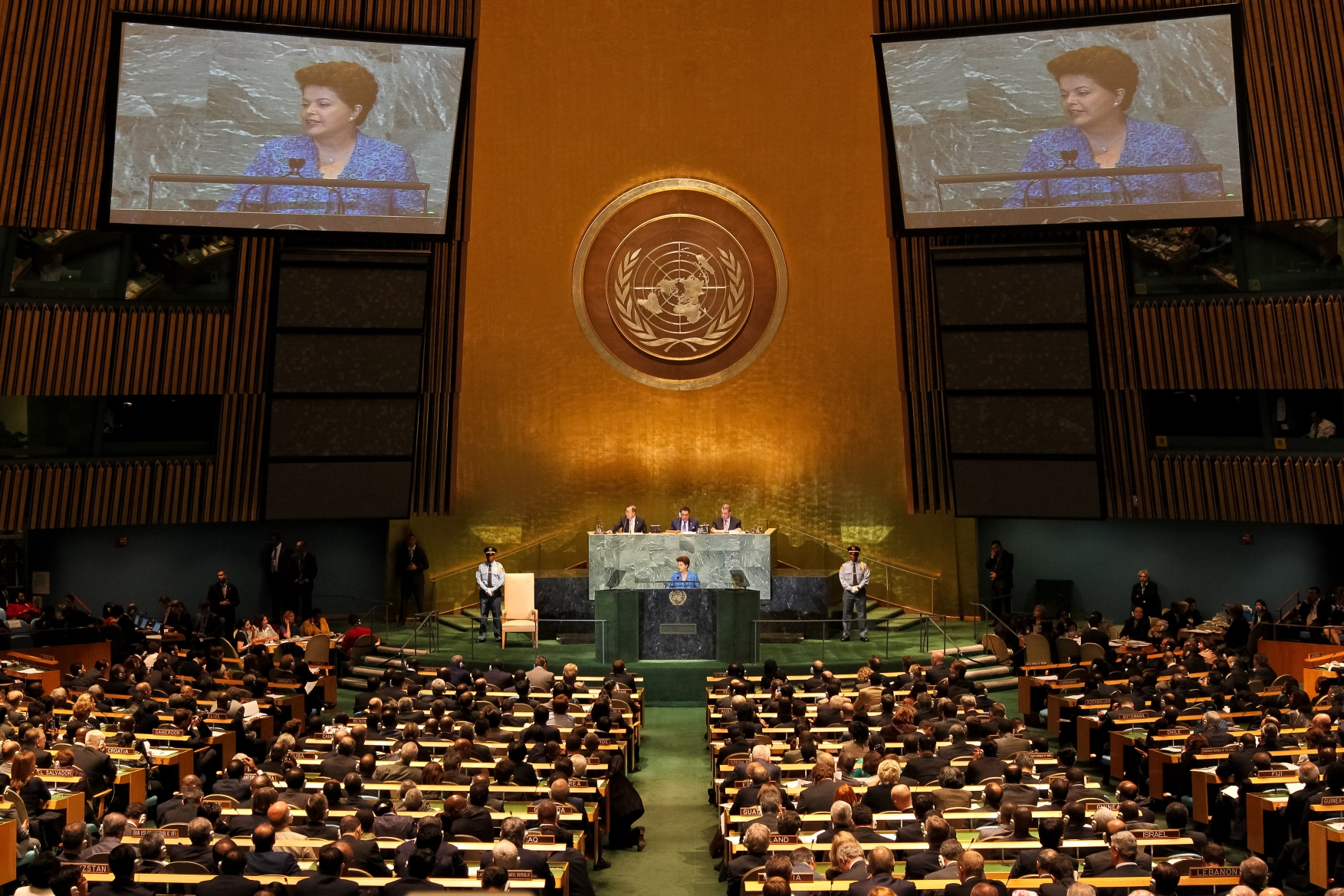
Zasedání Valného shromáždění OSN. Většina aktů přijatých valným shromážděním má význam jakožto soft law.

Soft law (v doslovném překladu měkké právo) je anglický výraz označující právní dokumenty, které nejsou přímo závazné nebo jejichž závaznost je slabší, než u právních předpisů. Jako opak soft law se někdy uvádí výraz hard law (tvrdé právo), do kterého spadají všechny právně závazné předpisy. Výraz původně pochází z prostředí mezinárodního práva, až později se začal objevovat i v rámci různých vnitrostátních právních systémů.

## Význam
Soft law není ze své podstaty přímo závazné ani vymahatelné, často slouží pouze jako doporučení. Situace, kdy se používá, ovšem existují, jako příklady lze uvést následující:
- Soft law může být použito v rámci argumentace v případech, kdy existuje spor o výklad nějakého právního předpisu. Může sloužit jako interpretační vodítko.
- Mezinárodní soft law dokument může sloužit jako vodítko pro tvorbu vnitrostátních předpisů.
- Některé organizace nebo firmy mohou doporučení ze soft law dobrovolně přijmout do svých vnitřních řádů.
- V mezinárodním právu může soft law vést k následnému přijetí mezinárodní smlouvy ze soft law dokumentu vycházející, případně může vést k vytvoření právního obyčeje, pokud se pravidly v soft law určenými začne řídit dostatečný počet aktérů.

## Příklady soft law
- Mnoho soft law dokumentů je vydáváno v rámci práva Evropské unie, především jimi jsou tzv. doporučení (recommendations) a stanoviska (opinions).[6]
- Kodex správy a řízení společností ČR, dokument vydávaný ministerstvem financí České republiky. Pravidla o řízení společností z tohoto kodexu některé společnosti dobrovolně včleňují do svých vnitřních pravidel.[7]
- Kodex dobré veřejné správy, dokument vydaný Radou Evropy pro členské státy, který obsahuje doporučení toho, jaké principy by měla odrážet legislativa ohledně veřejné správy v jednotlivých členských zemích.[8]
- Většina usnesení a deklarací Valného shromáždění OSN[1][4]